# (100759) 1998 FG9
(100759) 1998 FG9 es un asteroide perteneciente al cinturón de asteroides descubierto el 22 de marzo de 1998 por el equipo del Spacewatch desde el Observatorio Nacional de Kitt Peak, Arizona, Estados Unidos.

## Designación y nombre
Designado provisionalmente como 1998 FG9.

## Características orbitales
1998 FG9 está situado a una distancia media del Sol de 3,167 ua, pudiendo alejarse hasta 3,522 ua y acercarse hasta 2,812 ua. Su excentricidad es 0,112 y la inclinación orbital 14,20 grados. Emplea 2059,18 días en completar una órbita alrededor del Sol.

## Características físicas
La magnitud absoluta de 1998 FG9 es 14,7. Tiene 6,887 km de diámetro y su albedo se estima en 0,065. 